# Baggesens Eg
Baggesens Eg var et stort, hult egetræ ved Christianssæde på Lolland. Navnet skyldes, at forfatteren Jens Baggesen i september 1787 skrev digtet Landforvanlingen i det lille værelse med bænk, bord og vindue, som var indrettet i træet. Godset ejedes på det tidspunkt af lensgreve Christian Ditlev Frederik Reventlow, og var det første på Lolland, hvor landboreformerne blev ført ud i livet. Træet styrtede i 1870.